# Swiss Open Gstaad 2025 - Doppio
Il doppio del torneo di tennis professionistico Swiss Open Gstaad 2025, facente parte della categoria ATP Tour 250 nell'ambito dell'ATP Tour 2025, si è giocato presso la Roy Emerson Arena di Gstaad, in Svizzera, dal 14 al 20 luglio 2025. Yuki Bhambri e Albano Olivetti erano i detentori del titolo ma solo Olivetti ha scelto di partecipare in coppia con Hendrik Jebens.
Francisco Cabral e Lucas Miedler hanno sconfitto in finale Hendrik Jebens e Albano Olivetti col punteggio di 6(4)-7, 7-6(4), [10-3].

## Teste di serie
1. Francisco Cabral /  Lucas Miedler (campioni)
2. Jakob Schnaitter /  Mark Wallner (quarti di finale)

1. Hendrik Jebens /  Albano Olivetti (finale)
2. Constantin Frantzen /  Robin Haase (quarti di finale)

## Wildcard
1. Jakub Paul /  Dominic Stricker (semifinale)

1. Henry Bernet /  Stan Wawrinka (primo turno)

## Ranking protetto
1. Nicolas Mahut /  Arthur Rinderknech (primo turno)

1. Arjun Kadhe /  Vijay Sundar Prashanth (semifinale)

## Tabellone

### Legenda
| - Q = Qualificato - WC = Wild card - LL = Lucky loser | - ALT = Alternate - SE = Special Exempt - PR = Protected Ranking | - w/o = Walkover - r = Ritirato - d = Squalificato |

|  | Primo turno | Primo turno                  | Primo turno                  | Primo turno | Primo turno |  |  | Quarti di finale | Quarti di finale       | Quarti di finale       | Quarti di finale     | Quarti di finale     |   |    | Semifinali | Semifinali          | Semifinali          | Semifinali          | Semifinali |    |     | Finale | Finale | Finale | Finale | Finale |  |
|  |             |                              |                              |             |             |  |  |                  |                        |                        |                      |                      |   |    |            |                     |                     |                     |            |    |     |        |        |        |        |        |  |
|  | 1           | F Cabral L Miedler           | F Cabral L Miedler           | 6           | 6           |  |  |                  |                        |                        |                      |                      |   |    |            |                     |                     |                     |            |    |     |        |        |        |        |        |  |
|  |             | F Comesaña TM Etcheverry     | F Comesaña TM Etcheverry     | 3           | 4           |  |  | 1                | F Cabral L Miedler     | F Cabral L Miedler     | 7                    | 7                    |   |    |            |                     |                     |                     |            |    |     |        |        |        |        |        |  |
|  |             | P Nouza P Rikl               | 78                           | 65          | [9]         |  |  |                  | M Middelkoop J-J Rojer | M Middelkoop J-J Rojer | 68                   | 62                   |   |    |            |                     |                     |                     |            |    |     |        |        |        |        |        |  |
|  |             | M Middelkoop J-J Rojer       | 6                            | 7           | [11]        |  |  |                  |                        |                        |                      |                      |   |    | 1          | F Cabral L Miedler  | F Cabral L Miedler  | 6                   | 7          |    |     |        |        |        |        |        |  |
|  | 4           | C Frantzen R Haase           | 4                            | 6           | [10]        |  |  |                  |                        | WC                     | J Paul D Stricker    | J Paul D Stricker    | 1 | 65 |            |                     |                     |                     |            |    |     |        |        |        |        |        |  |
|  |             | P Matuszewski M Romios       | 6                            | 3           | [8]         |  |  | 4                | C Frantzen R Haase     | C Frantzen R Haase     | 64                   | 3                    |   |    |            |                     |                     |                     |            |    |     |        |        |        |        |        |  |
|  |             | S Balaji RC Bollipalli       | 4                            | 710         | [7]         |  |  | WC               | J Paul D Stricker      | J Paul D Stricker      | 7                    | 6                    |   |    |            |                     |                     |                     |            |    |     |        |        |        |        |        |  |
|  | WC          | J Paul D Stricker            | 6                            | 68          | [10]        |  |  |                  |                        |                        |                      |                      |   |    | 1          | F Cabral L Miedler  | 64                  | 7                   | [10]       |    |     |        |        |        |        |        |  |
|  | PR          | N Mahut A Rinderknech        | 7                            | 4           | [10]        |  |  |                  |                        |                        |                      |                      |   |    |            |                     | 3                   | H Jebens A Olivetti | 7          | 64 | [3] |        |        |        |        |        |  |
|  |             | G Escobar D Hidalgo          | 64                           | 6           | [12]        |  |  |                  | G Escobar D Hidalgo    | G Escobar D Hidalgo    | 5                    | 3                    |   |    |            |                     |                     |                     |            |    |     |        |        |        |        |        |  |
|  | WC          | H Bernet S Wawrinka          | H Bernet S Wawrinka          | 4           | 4           |  |  | 3                | H Jebens A Olivetti    | H Jebens A Olivetti    | 7                    | 6                    |   |    |            |                     |                     |                     |            |    |     |        |        |        |        |        |  |
|  | 3           | H Jebens A Olivetti          | H Jebens A Olivetti          | 6           | 6           |  |  |                  |                        |                        |                      |                      |   |    | 3          | H Jebens A Olivetti | H Jebens A Olivetti | 7                   | 7          |    |     |        |        |        |        |        |  |
|  |             | N Barrientos MÁ Reyes-Varela | N Barrientos MÁ Reyes-Varela | 5           | 3           |  |  |                  |                        | PR                     | A Kadhe VS Prashanth | A Kadhe VS Prashanth | 5 | 5  |            |                     |                     |                     |            |    |     |        |        |        |        |        |  |
|  | PR          | A Kadhe VS Prashanth         | A Kadhe VS Prashanth         | 7           | 6           |  |  | PR               | A Kadhe VS Prashanth   | A Kadhe VS Prashanth   | 6                    | 7                    |   |    |            |                     |                     |                     |            |    |     |        |        |        |        |        |  |
|  |             | M Demoliner S Mansouri       | M Demoliner S Mansouri       | 2           | 4           |  |  | 2                | J Schnaitter M Wallner | J Schnaitter M Wallner | 3                    | 65                   |   |    |            |                     |                     |                     |            |    |     |        |        |        |        |        |  |
|  | 2           | J Schnaitter M Wallner       | J Schnaitter M Wallner       | 6           | 6           |  |  |                  |                        |                        |                      |                      |   |    |            |                     |                     |                     |            |    |     |        |        |        |        |        |  |